# Římskokatolická farnost Horažďovice
Římskokatolická farnost Horažďovice je územním společenstvím římských katolíků v rámci sušicko-nepomuckého vikariátu českobudějovické diecéze.

## O farnosti

### Historie
Farnost v Horažďovicích byla zřízena ve 13. století, a původně byla inkorporována Řádu Maltézských rytířů. Maltézští rytíři farnost přestali spravovat v důsledku husitských válek. Roku 1650 začaly být vedeny matriky a v roce 1790 byla farnost povýšena na děkanství (tento titul se v dnešní době neužívá). V letech 1790–1961 existoval samostatný Horažďovický vikariát.

### Současnost
Do roku 2010 farnost spravoval R.D. Miroslav Nikola, který v uvedeném roce přešel do Bavorova. V letech 2010-2019 byl administrátorem R.D. Petr Koutský, který k 1. červenci 2019 byl ustanoven administrátorem ve Strašíně, který do té doby spravoval ex currendo. Novým administrátorem horažďovické farnosti se k témuž datu stal P. ThLic. Mariusz Piwowarczyk, OMI.
| Kostel                         | Místo         | Bohoslužba                        | Bohoslužba             | Poznámka                        |
| ------------------------------ | ------------- | --------------------------------- | ---------------------- | ------------------------------- |
| Kostel sv. Petra a Pavla       | Horažďovice   | neděle pondělí úterý středa pátek | 9.30 18.00 8.00 18.00  | farní kostel                    |
| Kostel Nanebevzetí Panny Marie | Horažďovice   | sobota                            | 18.00                  | filiální kostel, býv. klášterní |
| Oratorium                      | Horažďovice   | čtvrtek                           | 15.00                  | v budově Charity                |
| Oratorium                      | Horažďovice   | lichá sobota                      | 14.30                  | v nemocnici                     |
| Kostel sv. Jana Křtitele       | Horažďovice   | neslouží se pravidelně            | neslouží se pravidelně | filiální kostel                 |
| Kostel sv. Klementa            | Velké Hydčice | neslouží se pravidelně            | neslouží se pravidelně | filiální kostel                 |